# Медоу Глејд (Вашингтон)
Медоу Глејд (енгл. Meadow Glade) насељено је место без административног статуса у америчкој савезној држави Вашингтон.

## Демографија
По попису из 2010. године број становника је 2.541, што је 316 (14,2%) становника више него 2000. године.
| Група             | 2000.         | 2010.         |
| Белци             | 2.069 (93,0%) | 2.338 (92,0%) |
| Афроамериканци    | 6 (0,3%)      | 7 (0,3%)      |
| Азијати           | 33 (1,5%)     | 55 (2,2%)     |
| Хиспаноамериканци | 53 (2,4%)     | 71 (2,8%)     |
| Укупно            | 2.225         | 2.541         |